# 나디르 사르바자크
나디르 사르바자크(튀르키예어: Nadir Sarıbacak, 1977년 9월 14일~)는 튀르키예의 배우이다.

## 작품 목록

### 영화
- 아이비 (2015년)
- 윈터 슬립 (2014년)
- 요즈가트 블루스 (2013년)
- 로드 (2012년)
- 톨 부스 (2010년)
- 코스모스 (2010년)
- 무사와 클라라 (2009년)